# Bludné balvany v Petřvaldu
Bludné balvany v Petřvadlu se nacházejí ve městě Petřvald v okrese Karviná v Moravskoslezském kraji.

## Další informace
Čtyři bludné balvany byly nalezeny na katastrálním území Petřvaldu a v průběhu doby ledové sem byly přírodními procesy dopraveny z Fennoskandinávie ledovcem. Po zániku ledovce se usadily v novém geologickém prostředí. Bludné balvany se nacházejí na travnatém prostranství na ulici Družstevní v Petřvaldu. Jsou celoročně volně přístupné a jsou doplněny kamennou deskou s nápisem:
| „ | BLUDNÉ BALVANY Z DOBY LEDOVÉ NALEZENÉ NA KATASTRU MĚSTA PETŘVALDU | “ |

K místu také vede turistická značka. V Petřvaldu jsou instalované také další bludné balvany.

## Galerie

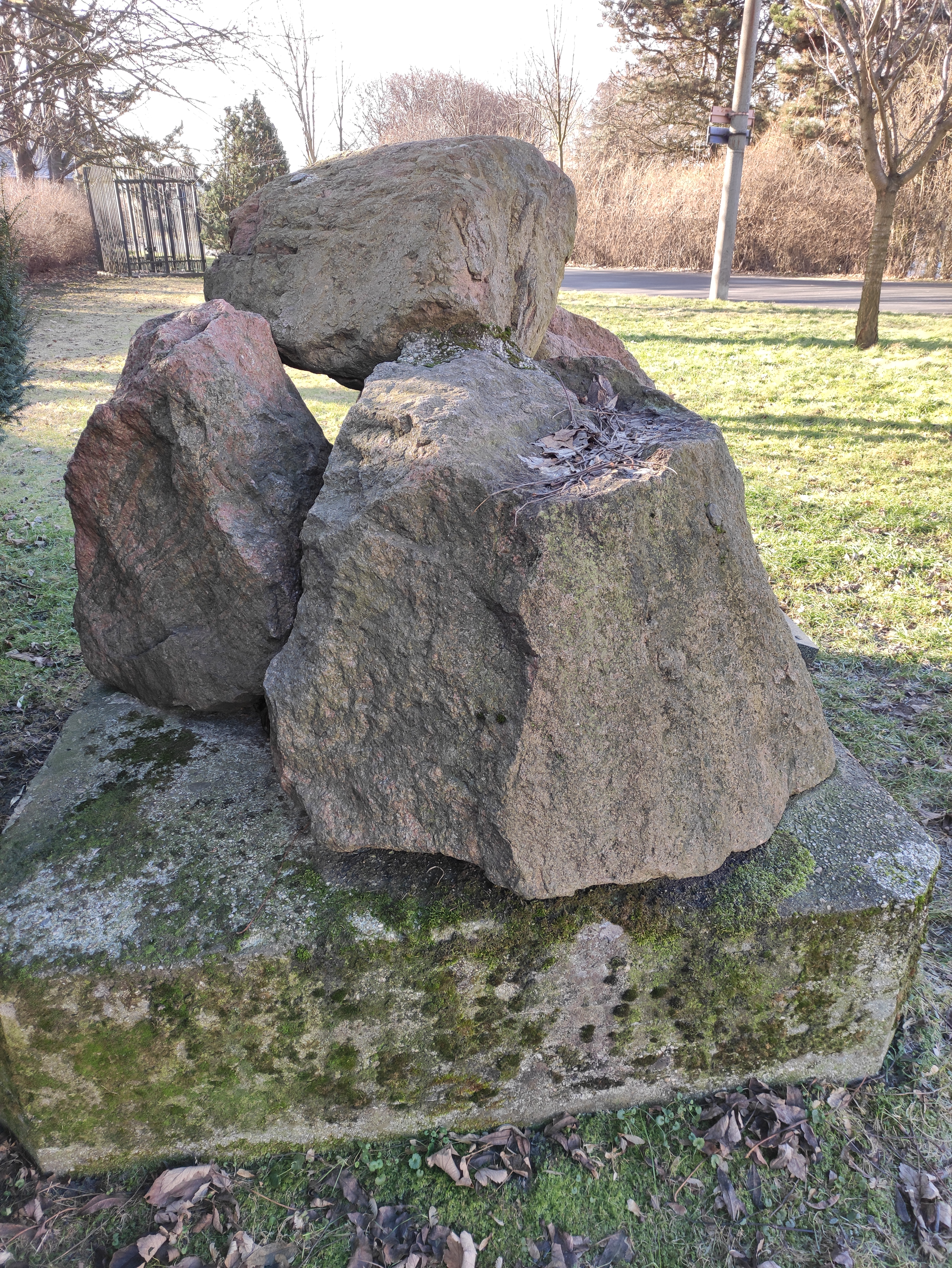
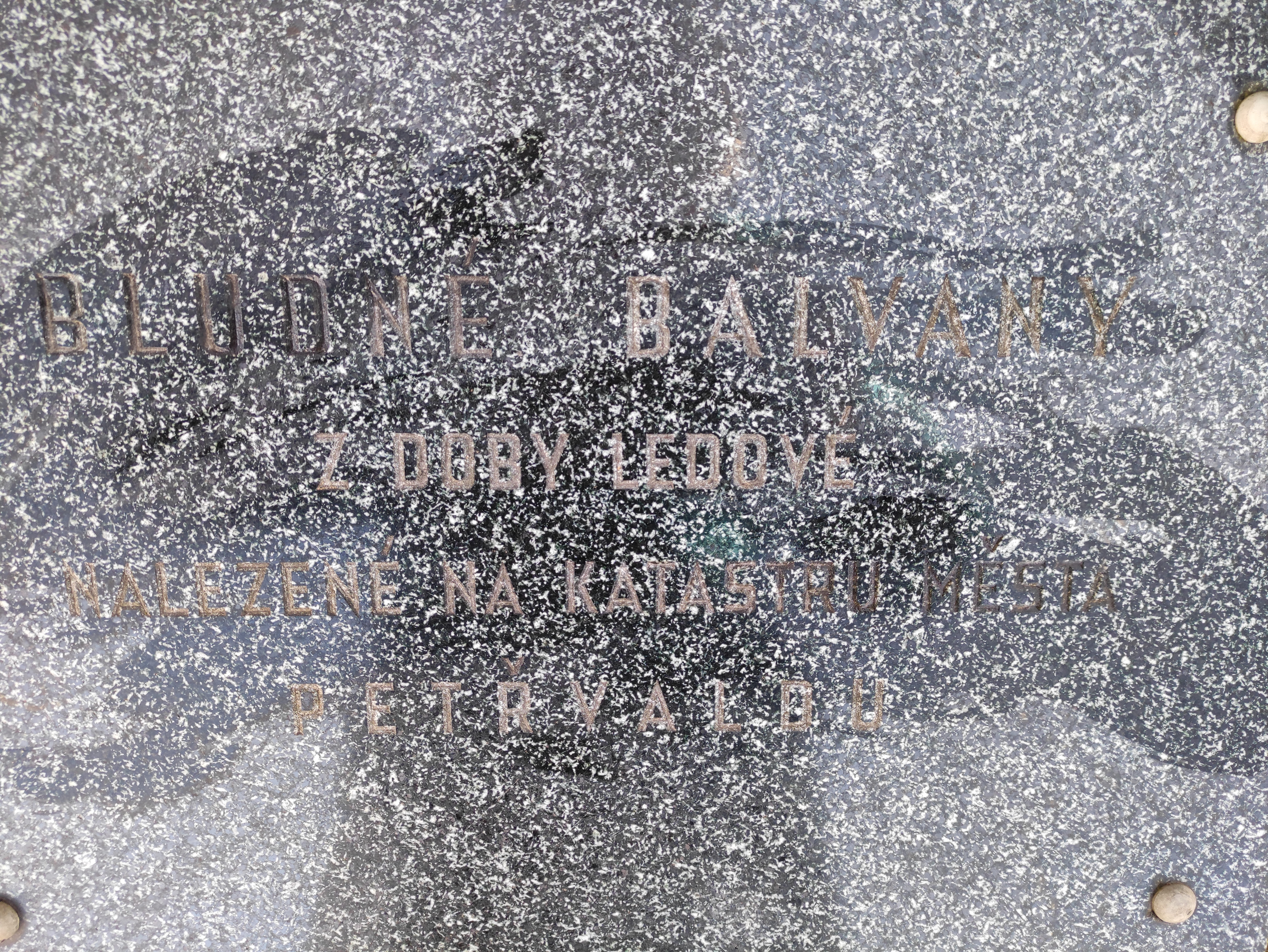